# Потапов, Владимир Николаевич
Потапов Владимир Николаевич (24 февраля, 1940, посёлок Удельная, Раменский район, Московская область, РСФСР) — член Союза художников России.

## Биография
С 1954 года занимался в изостудии под руководством художника В. Пантелеева.
В 1963 году окончил Московское высшее художественно-промышленное училище (б. Строгановское).
Выставляться начал с 1961 года — «Выставка молодых художников г. Москвы».
Работает в жанрах пейзажа, портрета, натюрморта. Произведения написаны в традиционной манере русской реалистической школы. Его творчество связано с интересом к русскому народному искусству, быту, природе.
С 1979 — преподаватель детской школы искусств в Жуковском Московской области. Награждён почётным званием «Ветеран труда» (2010).
C 1990 года — член Коломенской мастерской при Союзе художников (ныне Коломенское отделение Всероссийской творческой общественной организации «Союз художников России») с момента организации (1990 год).
С 1993 года — член Союза художников России.
Награждён Дипломом Союза художников России за успехи в творчестве и содействии развитию изобразительного искусства России и Золотой медалью «Духовность, Традиции, Мастерство» Союза художников России.
Картины находятся в Раменском историко-художественном музее и в Малоярославецком музейно-выставочном центре.

## Основные произведения
- Зима, вид из окна мастерской
- Антоновка и айва
- Деревня Зехново. Вечер
- Апрель в Коломне
- Никола на Посаде, вечером
- Коломна над Москвой-рекой

## Выставки
1990 — Республиканская художественная выставка, посвященная тысячелетию принятия христианства на Руси.
1992 — Международная выставка «Всему миру свет», посвященная Сергию Радонежскому.

1993 — Испания. Выставка «Искусство России».

1996 — Москва. Выставка «50 лет МОСХ».
1997 — Выставка произведений «Художники Центральных областей России».
1999 — Всероссийская художественная выставка «Россия IX».
2004 — Всероссийская художественная выставка «Россия X».
2009 — Всероссийская художественная выставка «Россия XI».
С 1998 по настоящее время ежегодные выставки в г. Коломна в выставочном зале «Дом Озерова».

## Персональные выставки
1996 — Москва. Выставочный зал МОСХ.

1996 — Жуковский. Выставочный зал «5-й дом».

1997 — VIII выставка произведений художников центральных областей России.
1998 — поселок Удельная. Выставочный зал ДК «Победа».

2010 — Раменское. Выставочный зал Раменского историко-художественного музея.

2010 — Коломна. Выставочный зал «Дом Озерова».
2012 — Вокресенск. Выставочный зал ДК «Цементник».
2014 — Луховицы. Выставочный зал Историко-художественного музея.
2016 — Жуковский. В Арт-салоне «5 дом».
2017 — Жуковский. Дворец Культуры.
2019 — Раменское. Выставочный зал ДК «Сатурн».
2020 — Коломна. Выставочный зал «Дом Озерова».
2023 — Ярославская область, с. Вятское. Художественная галерея имени Н.А. Некрасова.
2023 — Ярославская область, Рыбинск. Художественная галерея имени Льва Ошанина.
2024 — Архангельская область, Кенозёрский национальный парк. Музей «В Начале было Слово».